# Dendrobium metrium
Dendrobium metrium är en orkidéart som beskrevs av Friedrich Fritz Wilhelm Ludwig Kraenzlin. Dendrobium metrium ingår i släktet Dendrobium, och familjen orkidéer. Inga underarter finns listade i Catalogue of Life.